# Altnorwegische Sprache
Altnorwegisch (Nynorsk: gam(m)alnorsk; Bokmål: gammelnorsk, gammalnorsk) ist ein Sammelbegriff für die in Norwegen zwischen dem 9. und 14. Jahrhundert gesprochenen beziehungsweise schriftlich überlieferten Dialekte und somit ein Abschnitt in der Geschichte der norwegischen Sprache.
In der Wikingerzeit hatte sich das Altnordische in Altwest- und Altostnordisch aufgespalten. Altwestnordisch umfasst Altisländisch und Altnorwegisch. Die westlichen Varietäten des Altnorwegischen sind praktisch identisch mit dem Altisländischen, da Island von Westnorwegen aus besiedelt worden war.
Um 1350 ging das Altnorwegische in das Mittelnorwegische über.
Manchmal kommt der Begriff „Altnorwegisch“ auch als falsche Übersetzung für den englischen Begriff Old Norse, der die altnordische Sprache bezeichnet, vor.